# Pogoń Siedlce
 (août 2024).
Si vous disposez d'ouvrages ou d'articles de référence ou si vous connaissez des sites web de qualité traitant du thème abordé ici, merci de compléter l'article en donnant les références utiles à sa vérifiabilité et en les liant à la section « Notes et références ».
Maillots
Le Pogoń Siedlce est un club polonais de rugby à XV basé à Siedlce, faisant partie du club omnisports MKS Pogoń Siedlce (pl).
Le club joue en Ekstraliga lors de la saison 2024-2025.

## Histoire
Le club omnisports a été fondé en 1944 et a changé de nom à plusieurs reprises. Initialement, il s'appelait KS Ognisko, puis successivement, Kolejarz, Pogoń, MZKS Pogoń Start, MZKS Pogoń, jusqu'à finalement adopter son nom actuel en 1992 : MKS Pogoń Siedlce.
La section rugby a été reléguée en Première Ligue[Quoi ?] lors de la saison 2008-2009, puis a été promue en Ekstraliga lors de la saison 2011-2012.

## Principaux résultats
- Championnat de Pologne à XV :
  -  Vice-champion (1) : 2014.
  -  Troisième (4) : 2017, 2018, 2019 et 2024.